# Морозов, Андрей Владимирович (хоккеист)
Андрей Владимирович Морозов (род. 25 февраля 1974) — российский хоккеист, нападающий, тренер. Мастер спорта России.

## Биография
Воспитанник пензенского «Дизелиста». Выступал за команды «Дизелист» / «Дизель» (1991/92 — 1993/94, 1995/96 — 2001/02), ЦСК ВВС Самара (1994/95, 1995/96), «Прогресс» Глазов (1994/95, 1995/96), «Дизель-2» (1996/97 — 1998/99, 2001/02), «Южный Урал» Орск (2001/02 — 2005/06), «Нефтяник» Лениногорск (2006/07).
Тренер в хоккейный школах «Дизель» (2010—2020), «Мордовия» (с 2021).